# Canonhuset, Sätra

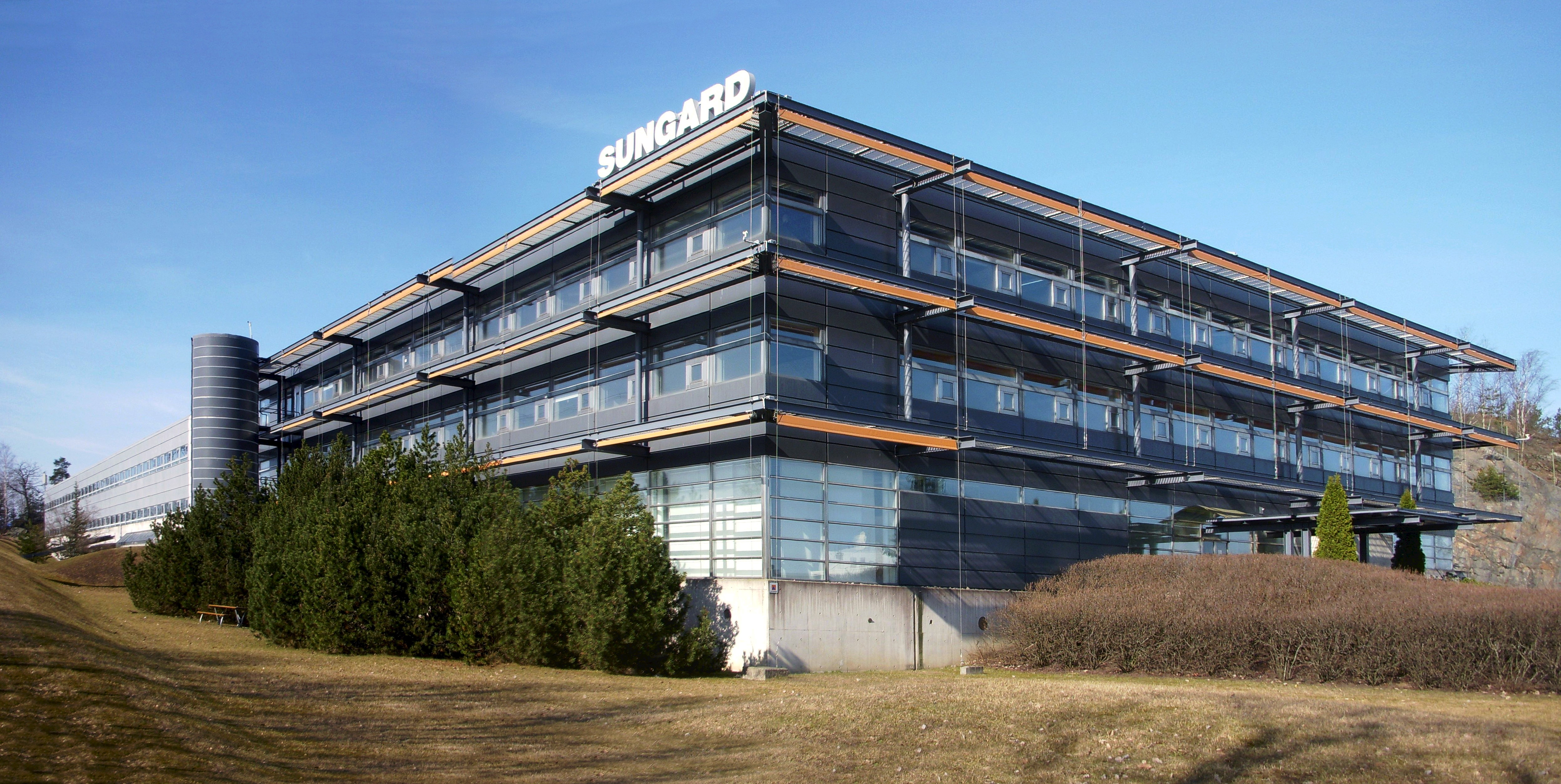
Före detta Canonhuset i Sätra 2009

Canonhuset är ett byggnadskomplex ursprungligen uppfört för elektronikföretaget Canon, beläget vid Stensätravägen i Sätra, södra Stockholm. Anläggningen består av kontor, lager och verkstad. Byggnaden räknas till ett av de få exemplen för svensk high tech-arkitektur och är blåmärkt av Stockholms stadsmuseum vilket anger bebyggelse vars kulturhistoriska värde motsvarar fordringarna för byggnadsminnen i kulturmiljölagen.

## Byggnadsbeskrivning

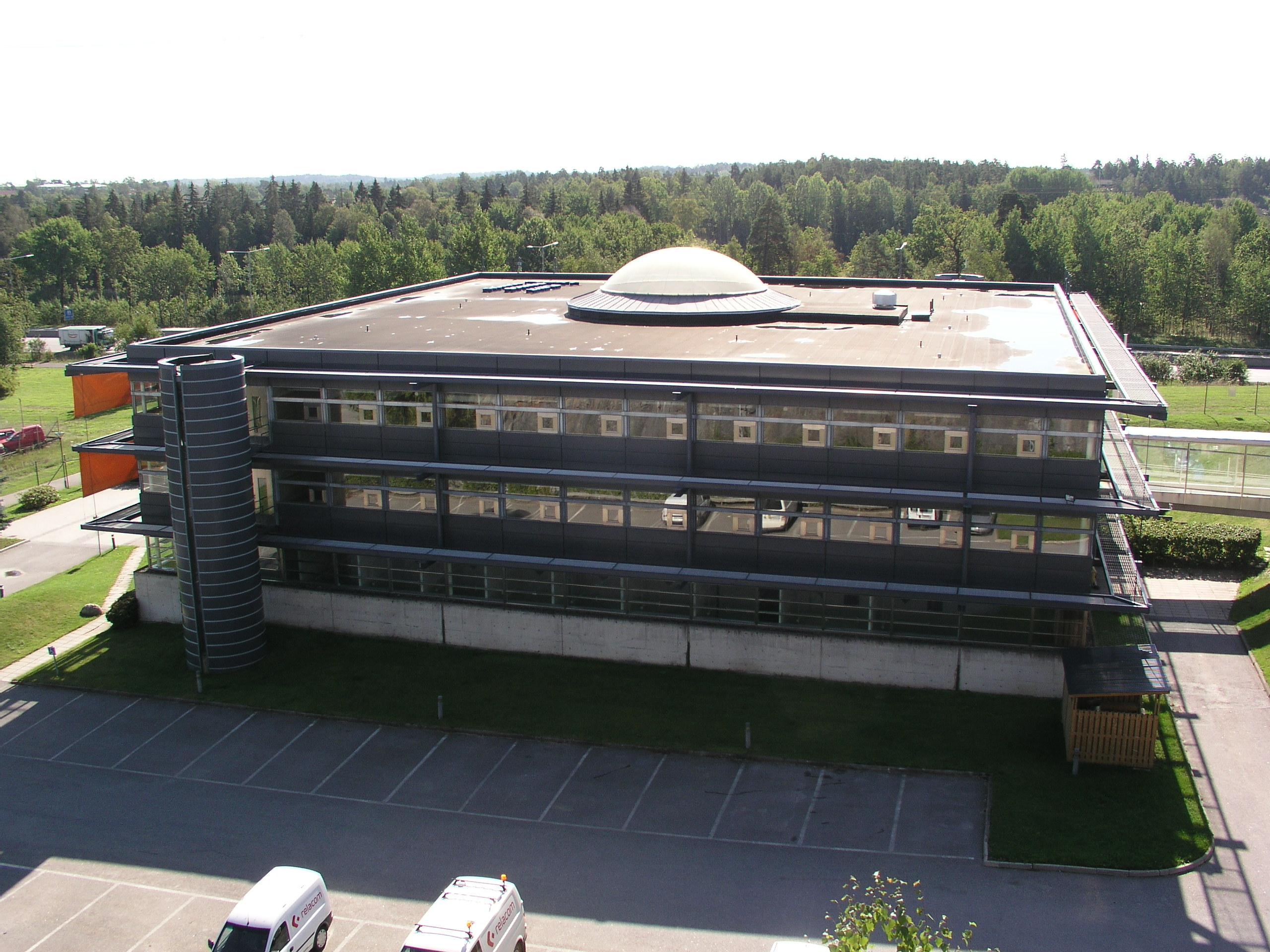
Kontorsdelen med plexiglaskupolen.

Kontorsdelen från 1979 och tillbyggnaden från 1982 ritades av Tengbomgruppen för Canon. Den kvadratiska kontorsdelen i stål och glas är ett av de få svenska exemplen på high tech-arkitektur. Dominerande är ett utvändigt, cylindriskt trapptorn och långt utkragande solavskärmningar, där orangefärgade markiser styrs av solinstrålningen. Fönsterraderna med små kvadratiska vädringsrutor infällda i större fönster skulle föra tanken till perforationen av en film. Genom denna gestaltning ville Canon förmedla bilden av dess högteknologiska verksamhet, "the image of precision". Den senare lager- och verkstadsbyggnaden har en liknande fönsterutformning, men byggnaden är mera sluten och uppförd med betongelement.
I Canonhusets kontorsbyggnad utvecklade Tengbom arkitekter idén att kombinera kontorslandskapets fördelar med cellkontorets (där varje medarbetare har ett eget rum). Resultatet blev det så kallade "kombikontor", där ett större antal kontorsrum placerades längs ytterfasaderna runt en stor gemensam yta för konferens, paus, utställning, toaletter och liknande. Kontorsrummens sidor mot det gemensamma utrymmet i mitten blev försedda med uppglasade skjutdörrspartier, som underlättar "ögonkontakt". En modell av byggnaden finns representerad på Arkitekturmuseet i Stockholm.
Canon fanns kvar i fastigheten i Sätra fram till  2001 då de flyttade till en nybyggd kontorsfastighet, Canonhuset i Frösunda i grannkommunen Solna, ett område exploaterat av NCC och ritat av Berg Arkitektkontor AB. Det fanns ett planerat hus där som passade Canon i storlek och läge, men inte i karaktär eller disposition vilket ledde till att Canon igen kallade in Tengboms arkitektkontor för att "canonifera" fastigheten på samma sätt som i kontoret i Sätra.

## Bilder

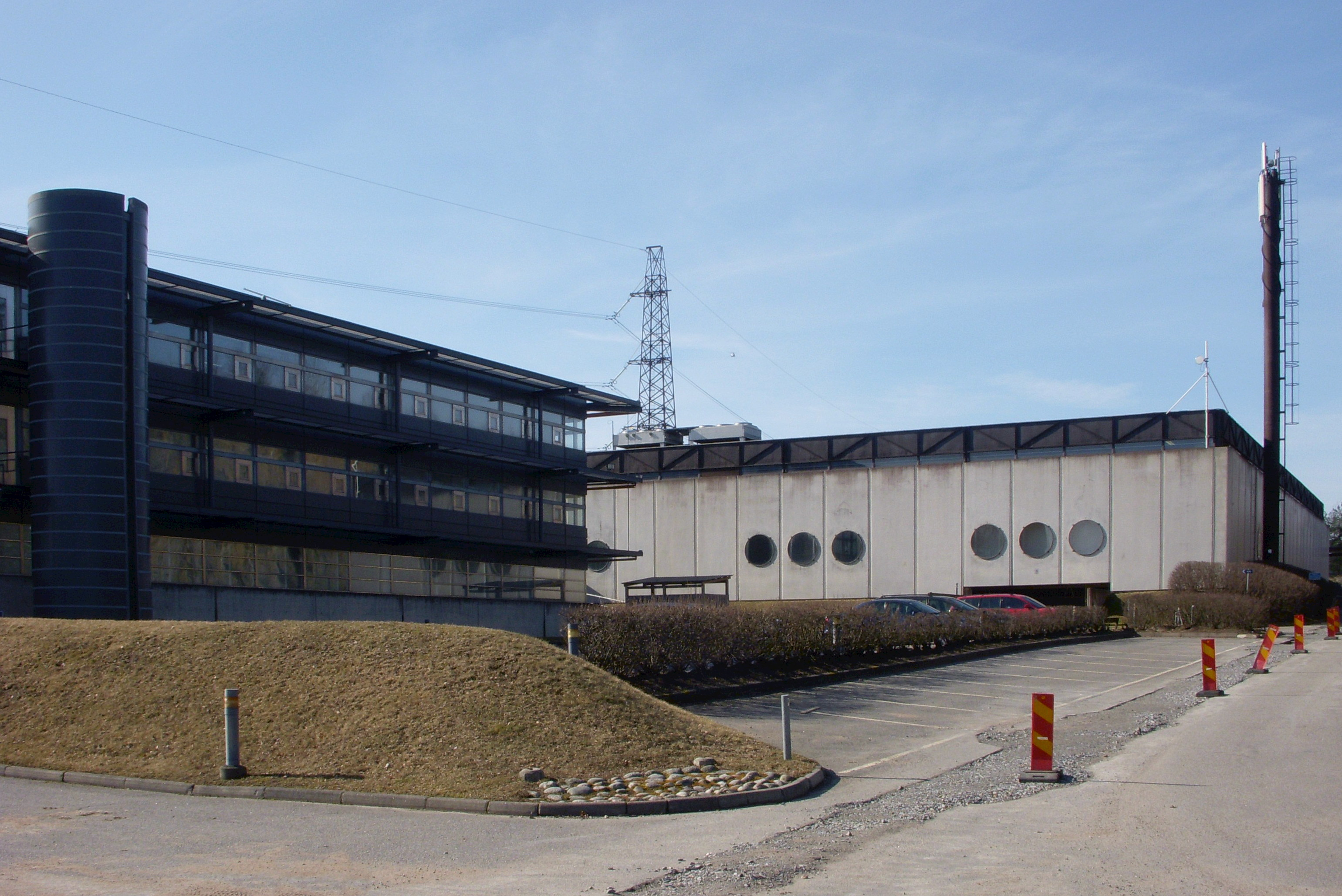
Kontors- och lagerdelen
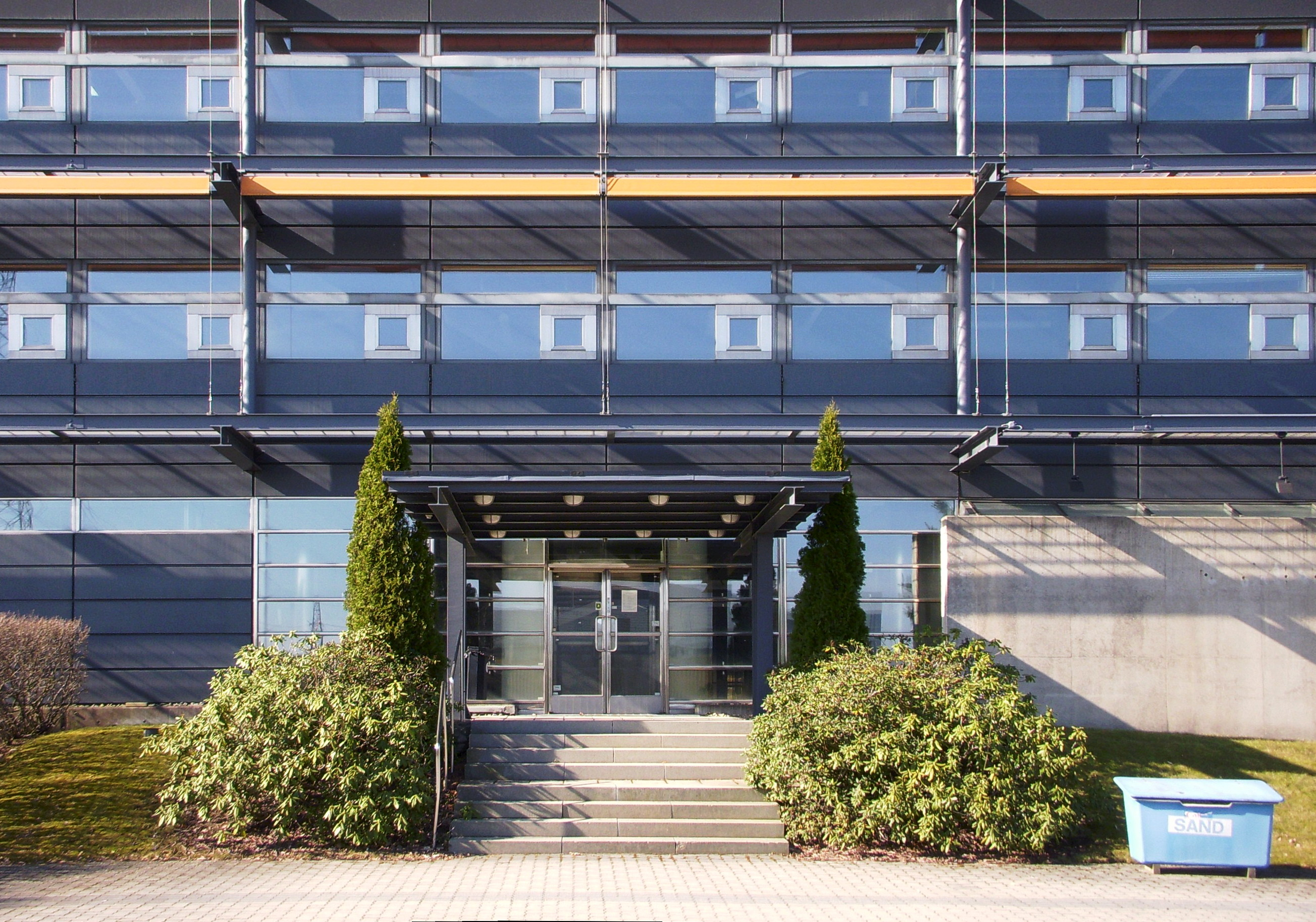
Huvudentrén
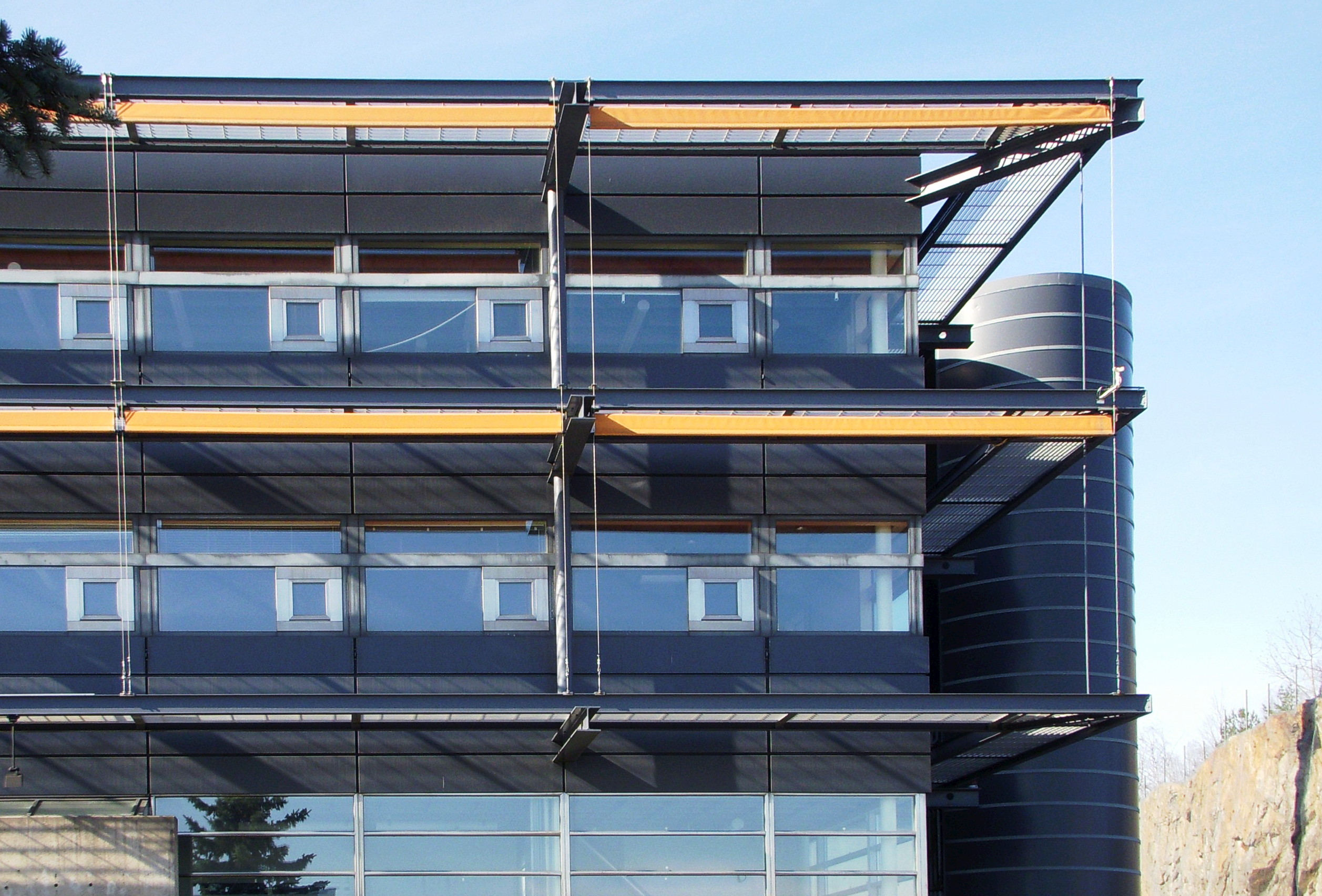
Fasaddetalj
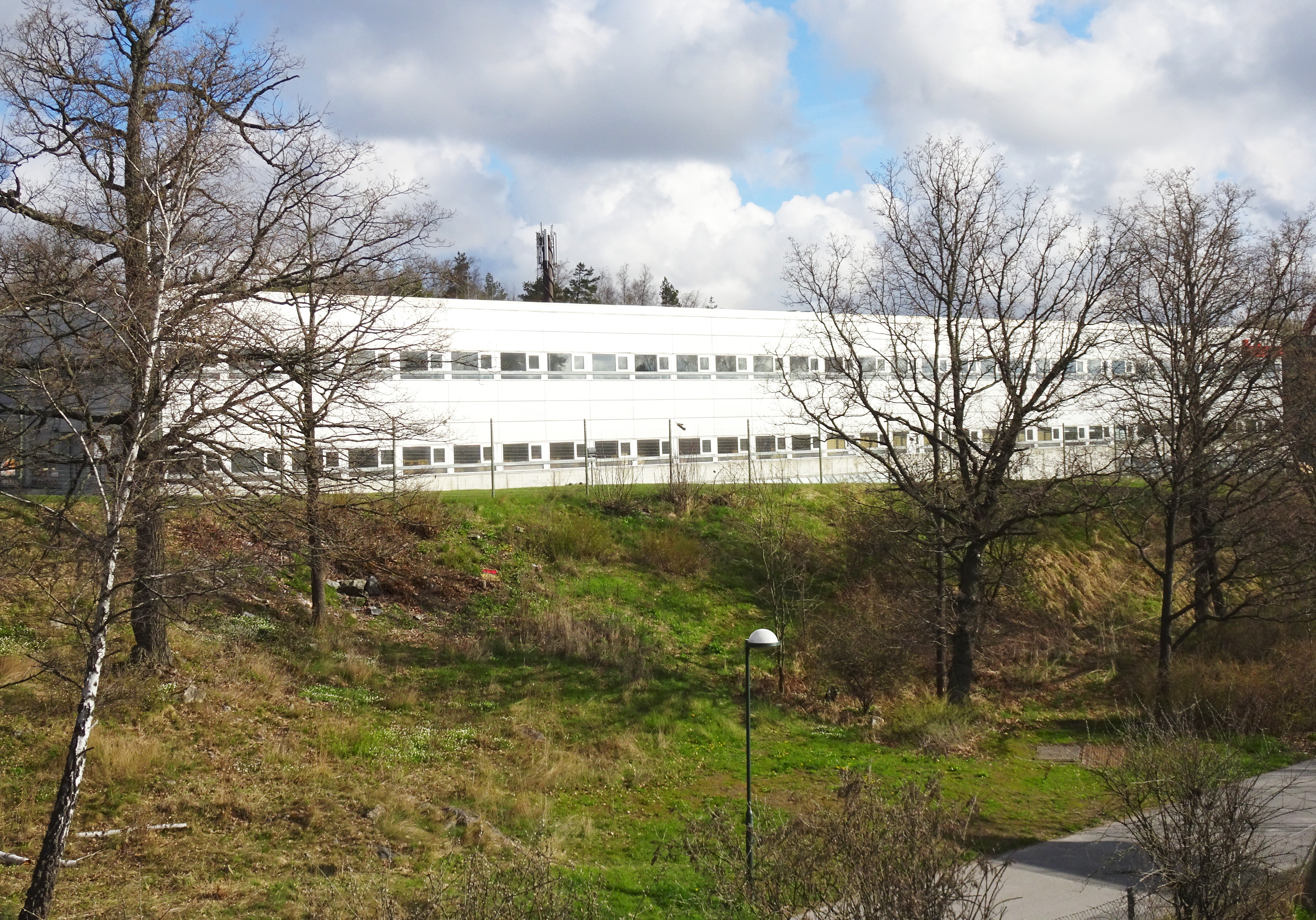
Lagerdelen